# Orthopyxis affabilis
Orthopyxis affabilis är en nässeldjursart som beskrevs av Vervoort och Watson 2003. Orthopyxis affabilis ingår i släktet Orthopyxis och familjen Campanulariidae. Inga underarter finns listade i Catalogue of Life.